# The Luchagors
I The Luchagors è stato un gruppo Punk rock Statunitense, costituitosi ad Atlanta in Georgia.  Era stato formato dall'ex wrestler Amy "Lita" Dumas.

## Storia
Il nome Luchagors è un omaggio al termine Luchador, usato per i wrestler della Lucha libre. La band ha iniziato con dei piccoli concerti dentro e intorno alla zona di Atlanta. La prima mondiale è stata all'evento Rock-n-Shock, che si è tenuta presso la Masquerade ad Atlanta in Georgia, il 14 settembre 2006. L'evento ha avuto luogo per onorare Sean Shocker.
All'inizio del 2007, hanno registrato il loro album di debutto, che è stato prodotto dal bassista degli Skid Row Rachel Bolan Hanno finito di registrare le tracce per il loro album il 17 marzo 2007. Nell'agosto 2007, il loro batterista Troy King, ha lasciato la band. Il loro omonimo album di debutto, The Luchagors, è uscito fisicamente e come download attraverso punti vendita on-line l'11 settembre  Tuttavia, inottobre, Troy decide di rimanere con la band In seguito alla pubblicazione dell'album, i Luchagors partecipano ad tour di massa per promuovere l'album. L'album ha venduto oltre 10 000 copie con il download su iTunes. Uno dei 10.000 download è stato effettuato dal cantante e chitarrista Tim Armstrong, il quale colpito dallo stile dell'album, nonché dalla voce di Dumas, ha fatto firmare la band per la sua etichetta discografica, la Hellcat Records. Il 12 febbraio 2012 durante la puntata del suo show PunkRockalypse la Dumas ha annunciato che registreranno il loro secondo album nell'estate del 2012 e sarà prodotto da Lars Frederiksen della leggendaria band punk Rancid. Nel 2014, Amy ha dichiarato in più interviste che la band ormai era in fase di scioglimento, causa di un insuccesso nel Regno Unito. Dopo l'annuncio, non c'è stato nessun altro aggiornamento a riguardo del loro secondo album. Il loro ultimo concerto fu il 31 luglio 2014 al The Drunken Unicorn ad Atlanta, in Georgia

## Discografia
- The Luchagors (2007)

## Formazione
- Amy Dumas (voce)
- Shane Morton (voce, chitarra)
- Jay Hedberg (voce, basso)[1]
- Racci Shay (batteria)

### Ex componenti
- Troy King (batteria)